# E019
|  | No s'ha de confondre amb E19. |

La ruta europea E019 és una carretera que forma part de la Xarxa de carreteres europees. Comença a Petropavl (Kazakhstan) i finalitza a Zapadnoe (Uzbekistan). Té una longitud de 270 km i una orientació de nord a sud.